# Сан Феличе (Казерта)
Сан Феличе је насеље у Италији у округу Казерта, региону Кампанија.
Према процени из 2011. у насељу је живело 323 становника. Насеље се налази на надморској висини од 120 м.